# Список рыцарей австрийского ордена Золотого руна
Австрийский орден Золотого руна является продолжением габсбургского ордена, разделившегося на две ветви во время войны за Испанское наследство.

Орденская цепь Золотого руна

## При Карле VI
Карл VI, 1-й австрийский великий магистр ордена (1700—1740)

### 1712—1720
1712

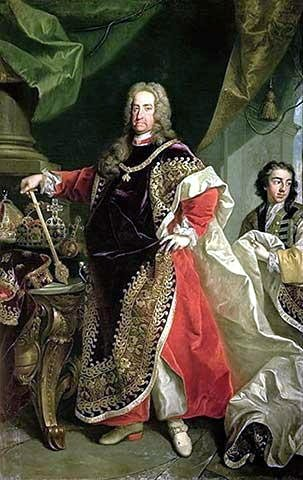
Иоганн Готфрид Ауэрбах. Император Карл VI в облачении великого магистра ордена Золотого руна

- 619. Ринальдо д’Эсте (1655—1737), герцог Модены и Реджо
- 620. Винченцо Гонзага[итал.] (1634—1714), герцог Гвасталлы
- 621. Эммануэль Томас Савойский (1687—1729), граф де Суассон
- 622. граф Венцель Норберт Октавиан Кинский[нем.] (1642—1719)
- 623. граф Карл Максимилиан фон Турн унд Вальсассина (1643—1716)
- 624. граф Филипп Людвиг Венцель фон Зинцендорф (1671—1742)
- 625. граф Гундакер Томас Штаремберг (1663—1745)
- 626. граф Карл Йозеф фон Паар[нем.] (1654—1725)
- 627. граф Рудольф Зигмунд фон Зинцендорф[нем.] (1670—1747)
- 628. граф Иоганн Михаэль фон Альтанн[нем.] (1679—1722)
- 629. Фернандо де Сильва и Менесес (1663—1749), 3-й маркиз де Алькончель[исп.]
- 630. князь Адам Франц цу Шварценберг (1680—1732)
- 631. граф Миклош Пальфи (1657—1732)
- 632. граф Норберт Леопольд Либштейнский с Коловрат[чеш.] (1655—1716)
- 633. Висенте Педро де Толедо Португаль[исп.] (1687—1729), маркиз де Харандилья
- 634. граф Вирих Филипп фон Даун (1668—1741), князь Теано
- 635. Джузеппе Сансеверино (1676—1727), 9-й князь ди Бизиньяно
- 636. Франсиско де Бланес, граф де Сентельес
- 637. граф Иоганн Баптист фон Коллоредо[чеш.] (1656—1729)
- 638. Ливио Одескальки[англ.] (1652—1713), герцог Браччано
- 639. Паоло ди Сангро (1657—1726), 6-й князь ди Сан-Северо[итал.], 6-й герцог ди Торремаджоре

1715
- 640. принц Карл Альбрехт Баварский (1697—1745), позднее курфюрст Баварский и император

1716
- 641. эрцгерцог Леопольд Иоганн Австрийский[нем.] (1716), сын императора Карла VI

### 1721—1730
1721
- 642. принц Фридрих Август Саксонский (1696—1763), позднее курфюрст Саксонии и король Польши
- 643. инфант Мануэл Португальский (1697—1766), граф де Орен
- 644. принц Максимилиан Вильгельм Брауншвейг-Люнебургский (1666—1726), генерал-фельдмаршал
- 645. Леопольд Клемент Лотарингский (1707—1723), наследный принц Лотарингии
- 646. принц Иосиф Карл Зульцбахский (1694—1729)
- 647. принц Фердинанд Мария Инноценц Баварский (1699—1738), генерал-фельдмаршал
- 648. герцог Леопольд Шлезвиг-Гольштейн-Зондербург-Вейсенбургский[нем.] (1674—1744), наследник Норвегии
- 649. принц Карл Александр Вюртембергский (1684—1737), позднее герцог Вюртемберга
- 650. князь Хосе Фольк де Кардона[кат.] (1651—1729)
- 651. граф Максимилиан Квидобальд Боржита с Мартиниц[чеш.] (1664—1733)
- 652. граф Леопольд фон Герберштейн (1655—1728)
- 653. Филипп Франсуа де Мерод-Монфор[нем.] (1669—1742), принц де Рюбампре
- 654. Фабрицио II Колонна (1700—1785), 8-й князь ди Палиано
- 655. граф Леопольд Антон Йозеф Шлик[нем.] (1663—1723), генерал-фельдмаршал
- 656. граф Зигмунд Фридрих фон Кевенхюллер[нем.] (1666—1742)
- 657. принц Клод-Ламораль II де Линь (1685—1766)
- 658. Фробен Фердинанд цу Фюрстенберг-Мёсскирх[нем.] (1664—1741)
- 659. Мануэль Хосе де Сильва (1677—1728), 10-й граф де Гальве
- 660. Джулио Борромео Висконти (1664—1750), вице-король Неаполя
- 661. князь Иосиф Иоганн Адам фон Лихтенштейн (1690—1732)
- 662. граф Ян Йозеф с Вртбы[чеш.] (1669—1734)
- 663. Франческо Марино II Караччоло (1688—1727), 6-й князь Авеллино
- 664. Жоан Антони де Бушадорс (1673—1745), граф де Савелья
- 665. князь Альфонсо IV де Карденас (1680—1742)
- 666. граф Георг Томас Штаремберг

1723
- 667. принц Франциск Стефан Лотарингский (1708—1765), позднее герцог Лотарингии, великий герцог Тосканы и император

1729
- 668. принц Карл Александр Лотарингский (1712—1780), штатгальтер Нидерландов

### 1731—1740
1731
- 669. пфальцграф Теодор Ойстах Зульцбахский (1659—1733)
- 670. маркграф Людвиг Георг Баден-Баденский (1702—1761)
- 671 Франческо III д’Эсте (1689—1780), герцог Модены и Реджо
- 672. принц Эжен-Жан-Франсуа Савойский (1714—1734), граф де Суассон
- 673. князь Филипп Гиацинт Йозеф фон Лобковиц[нем.] (1680—1737), герцог Саганский
- 674. князь Вальтер Франц Ксавер Антон фон Дитрихштейн[англ.] (1664—1738)
- 675. граф Йозеф Игнац фон Паар (1660—1735)
- 676. граф Иоганн Каспар II фон Кобенцль[нем.]
- 677. Луиджи Сансеверино (1705—?), 10-й князь ди Бизиньяно
- 678. граф Франц Фердинанд Кински (1678—1741)
- 679 князь Ансельм Франц фон Турн унд Таксис (1670—1739)
- 680. граф Адольф Бернарт Боржита с Мартиниц[чеш.] (1680—1735)
- 681. Жозе де Норонья, граф де Монсанто[порт.]
- 682. Диего Пиньятелли Арагона Кортес (1687—1750), герцог ди Монтелеоне
- 683. граф Иоганн Антон фон Шафгоч[нем.] (1675—1742)
- 684. граф Йозеф Лотар Доминик фон Кёнигсегг-Ротенфельс (1673—1751), генерал-фельдмаршал
- 685. Джулио Антонио Аквавива д’Арагона (1691—1746), граф ди Конверсано
- 686. Франсиско Онорато Бонанно дель Боско (ум. 1739), 1-й князь ди Каттолика
- 687. Шипионе Публикола ди Сантакроче (1681—1747), 1-й герцог ди Сан-Джемини, князь ди Оливето
- 688. барон Фердинанд фон Плеттенберг[нем.] (1690—1737)
- 689. граф Рудольф Франц Эрвейн фон Шёнборн[нем.] (1677—1754)
- 690. Антонио Толомео де Галло Тривульцио[итал.] (1692—1767), князь ди Мусокко
- 691. Диего Антонио Альварес де Толедо (1668—1734), 9-й граф де Алькаудете
- 692. Адриано Антонио Карафа (1696—1765), 1-й герцог ди Траетто

1732
- 693. князь Йозеф I Адам фон Шварценберг (1722—1782)

1734
- 694. князь Ян Теодор Любомирский (1683—1745), генерал-фельдмаршал

1739
- 695. герцог Карл Евгений Вюртембергский (1728—1793)
- 696. герцог Эрнст Фридрих II Саксен-Гильдбурггаузенский (1707—1745)
- 697. князь Генрих Йозеф Иоганн фон Ауэршперг (1697—1783)
- 698. князь Йозеф Венцель I фон Лихтенштейн (1696—1772)
- 699. граф Янош Пальфи (1664—1751), палатин Венгрии
- 700. князь Георг Христиан фон Лобковиц (1686—1755)
- 701. граф Иоганн Франц Готфрид фон Дитрихштейн (1671—1755)
- 702. князь Йозеф Вильгельм Эрнст фон Фюрстенберг-Штюлинген[нем.] (1699—1762)
- 703. Марк де Бово (1679—1754), принц де Кран
- 704. граф Иоганн Эрнст фон Шафгоч[чеш.] (1685—1747)
- 705. граф Леопольд фон Виндишгрец[чеш.] (1686—1746)
- 706. граф Иоганн Вильгельм фон Вурмбранд-Штуппах[чеш.] (1670—1750)
- 707. Хуан Базилио де Кастельви и Колома (1673—1754), маркиз де Вильяторкас
- 708. граф Гундакер Людвиг фон Альтан[нем.] (1670—1747)
- 709. Хуан Дескальер (1685—1766), маркиз де Песора
- 710. князь Николаус Леопольд цу Зальм-Зальм (1701—1770), герцог ван Хогстратен
- 711. Фердинандо Пиньятелли (1689—1767), князь Стронголи
- 712. Лучо ди Сангро (1677—1767), граф ди Сан-Северо
- 713. Амброджо Караччоло[итал.] (1699—1748), князь ди Торкьяроло
- 714. Кристиано (1712—1744), граф ди Стампа и Монтекастелло
- 715. граф Михаэль Иоганн фон Альтан[чеш.] (1710—1778)

## При Франце I
Франц I, 2-й австрийский великий магистр (1740—1765)

### 1741—1750
1741

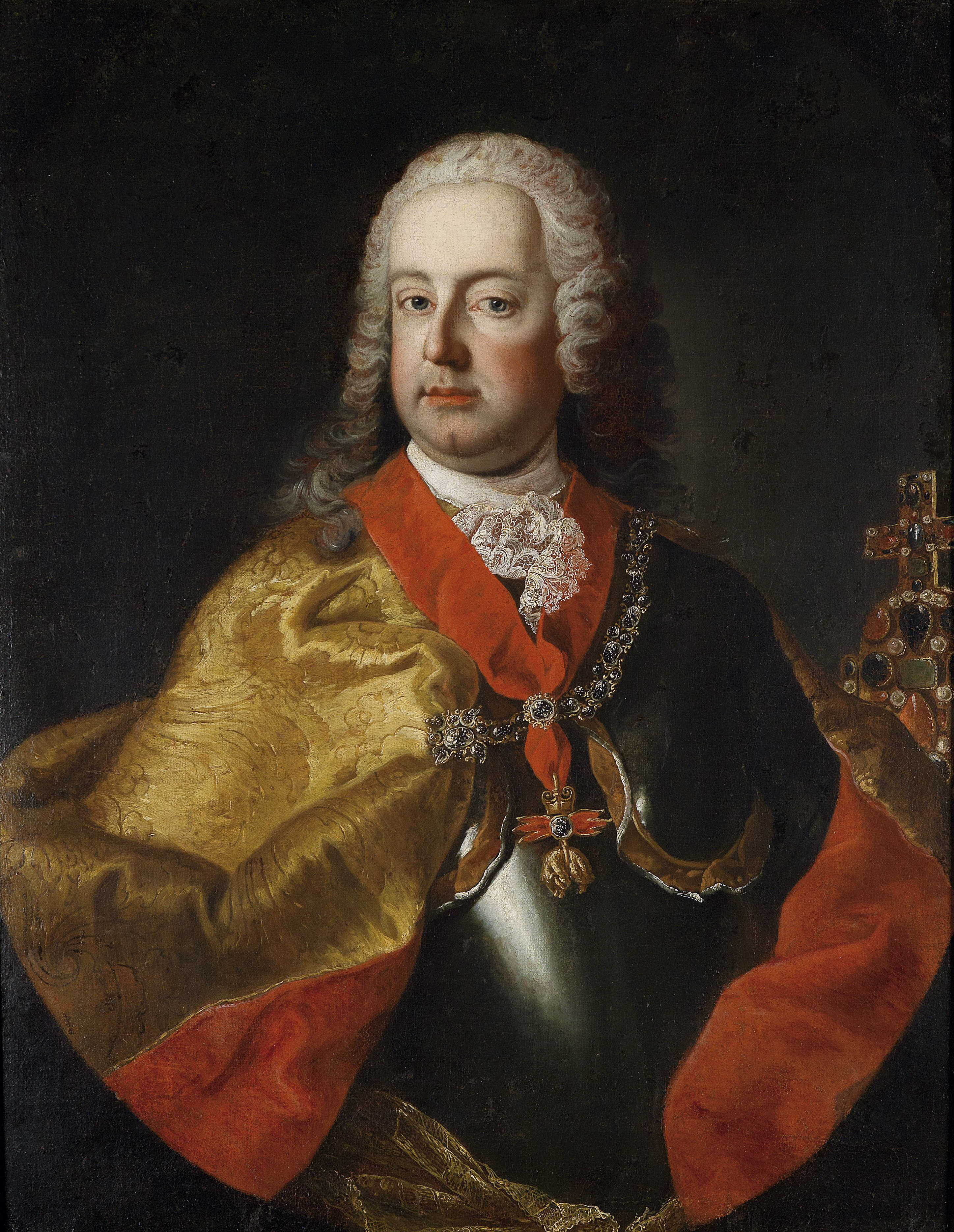
Мартин ван Майтенс. Портрет императора Франца I

- 716. эрцгерцог Иосиф Австрийский (1741—1790), позднее император

1744
- 717. Пал II Антал Эстерхази (1711—1762), князь Эстерхази де Галанта
- 718. князь Франц Антон фон Ламберг[нем.] (1678—1759)
- 719. граф Антон Корфиц фон Ульфельдт (1699—1760)
- 720. граф Людвиг Андреас Кевенхюллер (1683—1744)
- 721. граф Максимилиан Ульрих фон Кауниц[нем.] (1679—1746)
- 722. граф Фридрих Август Гервасиус фон Гаррах цу Роррау унд Таннхаузен (1696—1749)
- 723. граф Фердинанд Леопольд фон Герберштейн[пол.] (1695—1744)
- 724. граф Отто Фердинанд фон Абеншперг унд Траун (1677—1748), генерал-фельдмаршал
- 725. граф Лайош Баттьяни[нем.] (1696—1765), палатин Венгрии
- 726. граф Филипп Йозеф Франц Кински (1700—1749)
- 727. граф Рудольф Йозеф фон Коллоредо (1706—1788)
- 728. граф Иоганн Йозеф фон Кевенхюллер-Метш[нем.] (1706—1776)
- 729. Эммануэль Телиш да Силва[нем.] (1699—1771), граф де Силва-Тарука
- 730. граф Карл Фердинанд фон Кёнигсекк-Эрпс[нем.] (1696—1759)
- 731. граф Иоганн Вильгельм фон Зинцендорф унд Таннхаузен[итал.] (1697—1766)
- 732. Эжен Иасент де Ланнуа (1686—1755), граф де Ла-Моттери

1749
- 733. князь Карл Максимилиан фон Дитрихштейн[нем.] (1702—1784)
- 734. граф Эммануил фон Лихтенштейн (1700—1771)
- 735. князь Александр Фердинанд фон Турн унд Таксис (1704—1773)
- 736. Князь Иоганн Вильгельм фон Траутсон[чеш.] (1700—1775)
- 737. князь Карл Йозеф Баттьяни (1696—1765)
- 738. князь Венцель Антон фон Кауниц (1711—1794)
- 739. князь Максимилиан Эммануэль ван Хорн[англ.] (1695—1763)
- 740. Фердинанд Бонавентура II фон Гаррах (1708—1778)
- 741. граф Дьёрдь III Эрдёди (1674—1753)

### 1751—1765
1751
- 742. Эрколе III Ринальдо д’Эсте (1727—1803), герцог Модены и Реджо

1753
- 743. граф Вильгельм Рейнхард фон Нейпперг (1684—1774), генерал-фельдмаршал
- 744. Франсуа-Жозеф де Шуазёль (1696—1769), маркиз де Стенвиль
- 745. Гаспар Фернандес (1674—1753), граф де Кордон и Алагон
- 746. герцог Фердинанд Гастон Жозеф Александр де Крой (1709—1767)
- 747. граф Франц Людвиг фон Зальбург (1689?—1757?)
- 748. граф Леопольд Йозеф фон Даун (1705—1766), князь Теано, генерал-фельдмаршал
- 749. граф Джан Лука Паллавичино (1697—1773), генерал-фельдмаршал
- 750. Филиппо Дориа Сфорца Висконти (1710—1786)
- 751. граф Франческо ди Монтекукколи-Капрара

1755
- 752. эрцгерцог Карл Иосиф Австрийский (1745—1761)
- 753. эрцгерцог Петер Леопольд Австрийский (1747—1792), позднее император

1757
- 754. герцог Шарль-Мари-Раймон д'Аренберг (1721—1778)
- 755. граф Максимилиан Улисс фон Броун (1705—1757), генерал-фельдмаршал

1759
- 756. граф Иоганн Карл Филипп фон Кобенцль (1712—1770)
- 757. граф Георг Адам фон Штаремберг (1724—1807)
- 758. ландграф Константин фон Гессен-Ротенбург[нем.] (1716—1778)
- 759. пфальцграф Фридрих Михаэль Пфальц-Биркенфельдский (1724—1767), генерал-фельдмаршал
- 760. Агостино Киджи делла Ровере[итал.] (1710—1769), князь ди Фарнезе
- 761. граф Фридрих Фердинанд Франц фон дер Лейен[нем.] (1709—1760)
- 762. принц Шарль Эммануэль Жозеф де Гавр[фр.] (1696—1773)
- 763. граф Фридрих Вильгельм фон Хаугвиц (1702—1765)
- 764. граф Миклош VIII Пальфи[венг.] (1710—1773)
- 765. граф Филип Нериус Краковский из Коловрат[чеш.] (1688—1773)
- 766. граф Карл Адам Антон фон Бройнер[нем.] (1740—1796)
- 767. граф Рудольф Хотек фон Хотков[нем.] (1706—1771)
- 768. Антон Джорджо Клеричи[итал.] (1715—1768), маркиз ди Кавенаго
- 769. Алессандро Русполи[итал.] (1709—1779), 2-й князь ди Черветери

1762
- 770. маркграф Август Георг Баден-Баденский (1706—1771)

1763
- 771. эрцгерцог Фердинанд Карл Австрийский (1754—1806), герцог Модены и Реджо
- 772. эрцгерцог Максимилиан Франц Австрийский (1756—1801), курфюрст Кельнский
- 773. князь Ливио II Одескальки[итал.] (1725—1805), герцог Браччано
- 774. граф Карл Йозеф фон Фирмиан[нем.] (1715—1782)
- 775. князь Антонио Барбьяно ди Бельджойозо[итал.] (1693—1779)
- 776. граф Франц Ксавер Вольфганг фон Орсини-Розенберг[нем.] (1723—1796)
- 777. граф Карл О'Гара (ум. 1777)
- 778. граф Миклош Эстерхази де Галанта (1711—1764)
- 779. граф Филипп Йозеф фон Кюнигль (1696—1770)
- 780. граф Фердинанд Шарль Гобер д'Аспремон-Линден (1689—1772), генерал-фельдмаршал
- 781. граф Адам Филипп Лози фон Лозинталь[нем.] (1705—1787)
- 782. Рудольф Йозеф Коренский (ум. 1769), граф фон Терешау
- 783. Франц Леопольд де Лонгваль[чеш.] (1703—1767), граф де Бюкуа
- 784. граф Франтишек Филип фон Штернберг[нем.] (1708—1786)

## При Иосифе II
Иосиф II, 3-й австрийский великий магистр (1765—1790)

### 1765—1770

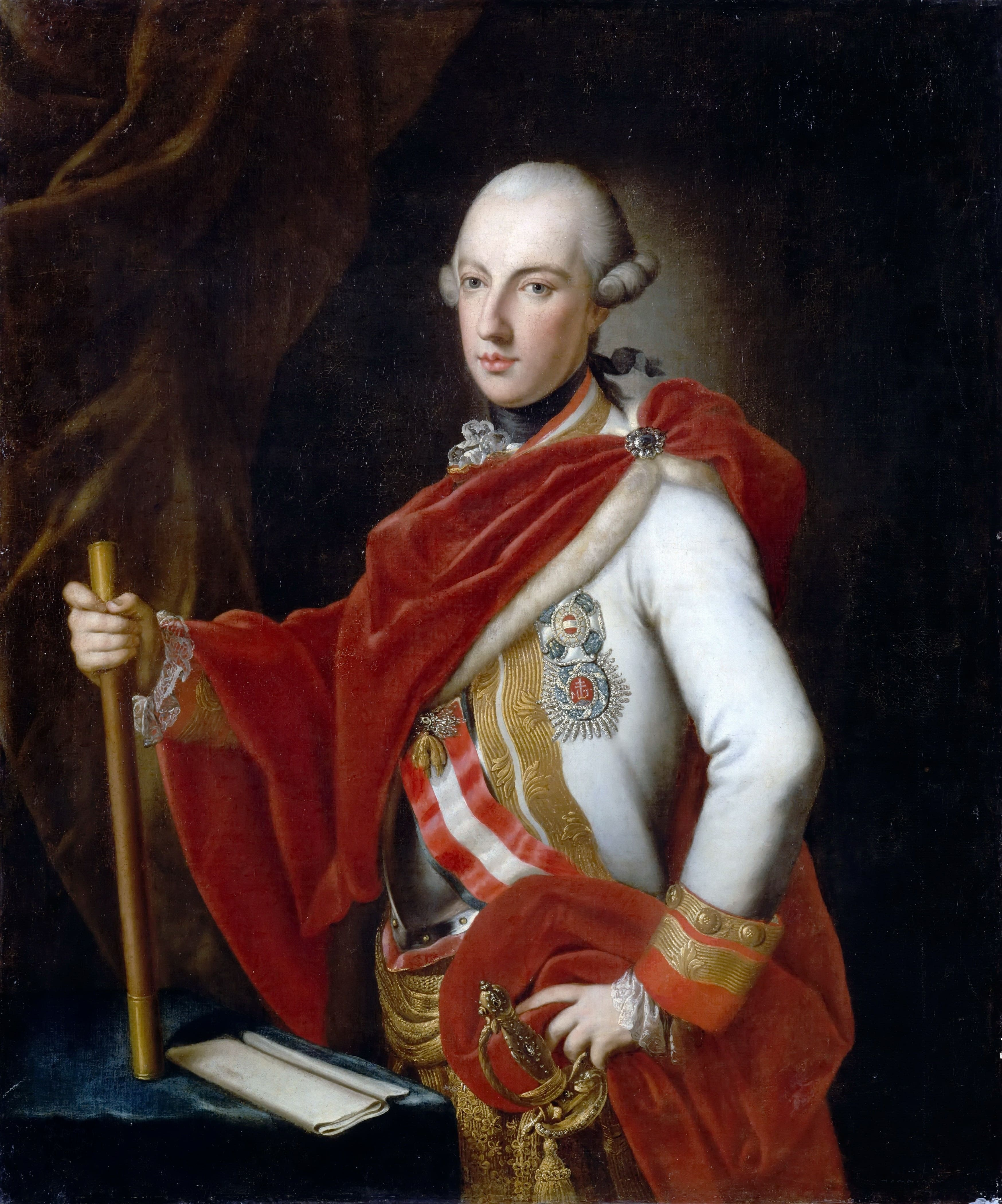
Антон фон Марон. Портрет императора Иосифа II

1765
- 785. граф Жан Шарль Жозеф де Мерод[англ.] (1719—1774), маркиз ван Дейнзе
- 786. Джованни Баттиста Сербеллони (1697—1778), граф ди Кастильоне
- 787. князь Миклош Йожеф Эстерхази (1714—1790), генерал-фельдмаршал
- 788. альтграф Антон Йозеф Франц цу Зальм-Рейфершейдт-Райц (1728—1769)
- 789. граф Франц Венцель фон Валлис (1696—1774), генерал-фельдмаршал
- 790. Антонио Литта (1700—1770), 5-й маркиз ди Гамболо
- 791. граф Камилло фон Коллоредо (1712—1797)
- 792. граф Габор Бетлен (1729—1768)
- 793. граф Франц Норберт фон Траутмансдорф (1705—1786)

1767
- 794. граф Карл Фридрих Хацфельд цу Глейхен[нем.] (1718—1793)
- 795. князь Иоганн Баптист Карл фон Дитрихштейн[англ.] (1728—1808)
- 796. князь Карл Эгон I цу Фюрстенберг (1729—1787)

1768
- 797. эрцгерцог Франц Йозеф Карл Австрийский (1768—1835), позднее император

1770
- 798. граф Флоримон де Мерси-Аржанто (1727—1794)
- 799. граф Франц Мориц фон Ласи (1725—1801), генерал-фельдмаршал

### 1771—1780
1771
- 800. эрцгерцог Иосиф Фердинанд (1769—1824), позднее великий герцог Тосканы
- 801. граф Ференц Эстерхази де Галанта[венг.] (1715—1785)
- 802. князь Франц Иосиф I фон Лихтенштейн (1726—1781)
- 803. князь Франц де Паула Кински фон Вхиниц унд Теттау (1726—1792)
- 804. герцог Карел ван Урсел[нидерл.] (1718—1775)

1772
- 805. принц Карл Борромеус фон Лихтенштейн (1730—1789), генерал-фельдмаршал
- 806. принц Шарль-Жозеф де Линь (1735—1814)
- 807. граф Франц де Паула Гундакер I (1731—1807)
- 808. граф Эрнст Кристоф фон Кауниц-Ритберг[нем.] (1737—1797)
- 809. князь Максимилиан Фридрих Эрнст цу Зальм-Зальм[нем.] (1732—1773)
- 810. граф Людвиг фон Цинцендорф[нем.] (1721—1783)
- 811. князь Фердинанд Филипп Йозеф фон Лобковиц (1725—1802), герцог Саганский

1775
- 812. Бартоломео Корсини (1729—1792), 3-й князь ди Сисмано
- 813. князь Карл Ансельм фон Турн унд Таксис (1733—1805)

1778
- 814. курфюрст Карл Теодор Баварский (1724—1799)

### 1781—1790
1782
- 815. ландграф Карл Эммануэль фон Гессен-Ротенбург[нем.] (1746—1812)
- 816. князь Иоганн I цу Шварценберг[нем.] (1742—1789)
- 817. герцог Луи-Анжельбер д'Аренберг (1750—1820)
- 818. граф Леопольд Вилем Коловрат-Краковский-Либштейнский (1726—1809)
- 819. граф Франц Венцель фон Цинцендорф (1724—1792)
- 820. граф Ойген Вацлав Брунтальский из Врбна[чеш.] (1728—1789)
- 821. князь Карой Йожеф Пальфи[венг.] (1735—1816)

1785
- 822. граф Иоганн Франц Ксавер Антон фон Кевенхюллер-Меч (1737—1797)
- 823. граф Антон Готтард фон Шафгоч (1721—1811)
- 824. граф Антон Мария фон Турн унд Вальсассина (1723—1806)
- 825. Карло Франческо Альбани Савелли[итал.] (1749—1817)
- 826. князь Франсуа Жозеф Рас де Гавр (1731—1797)
- 827. граф Иоганн фон Хардегг (1741—1808)

1789
- 828. князь Фердинанд фон Траутмансдорф (1749—1827)

## При Леопольде II

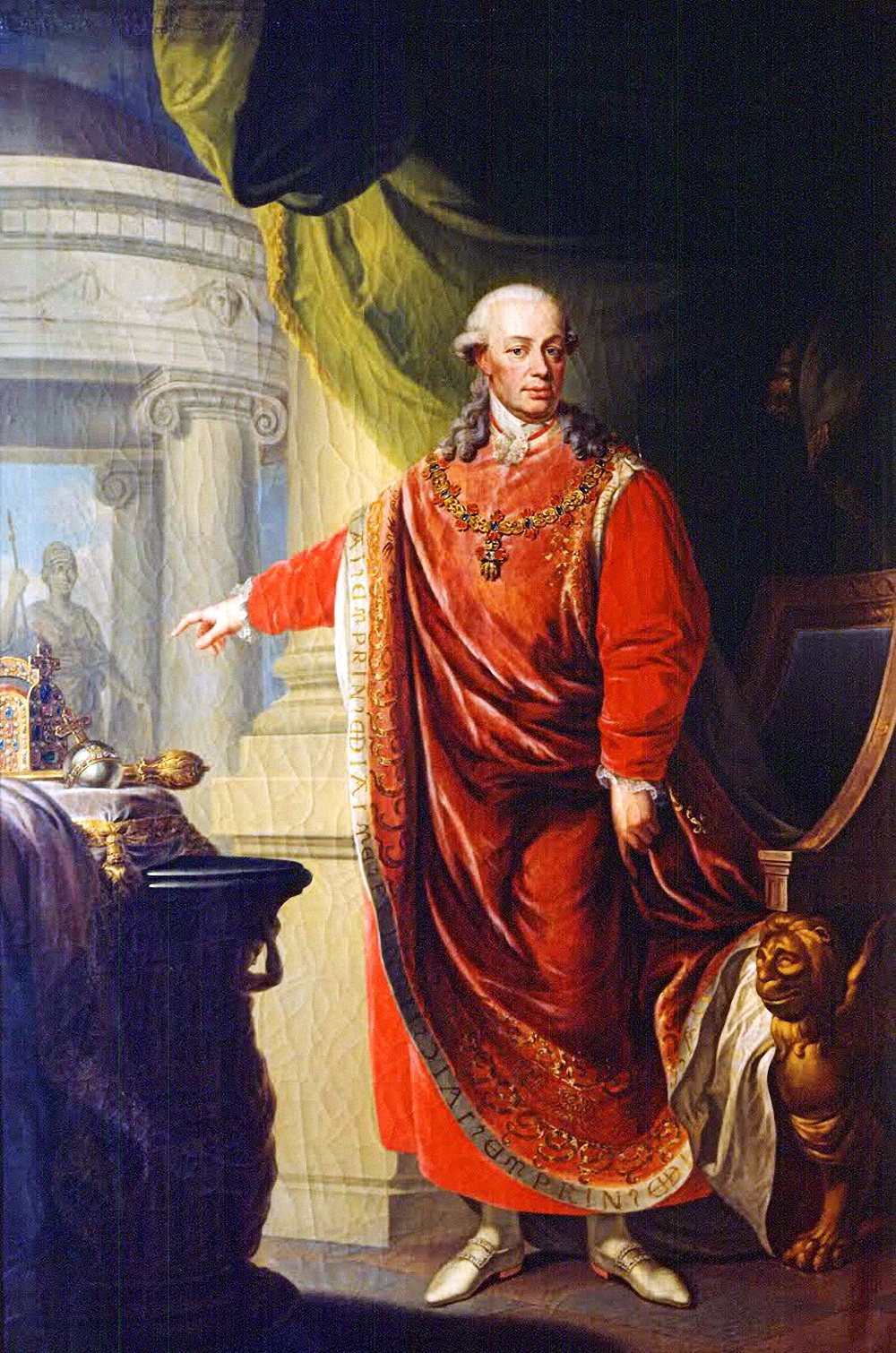
Иоганн Даниэль Донат. Император Леопольд II с инсигниями ордена Золотого руна (1806)

Леопольд II, 4-й австрийский великий магистр (1790—1792)
1790
- 829. Франческо Русполи[итал.] (1752—1829), 3-й князь ди Черветери
- 830. герцог Антон Саксонский (1755—1836), позднее король Саксонии
- 831. эрцгерцог Карл Людвиг Австрийский (1771—1847), герцог Тешенский
- 832. эрцгерцог Александр Леопольд Австрийский (1772—1792), палатин Венгрии
- 833. эрцгерцог Иосиф Австрийский (1776—1847), палатин Венгрии
- 834. эрцгерцог Франц Йозеф Австрийский (1779—1846), позднее герцог Модены и Реджо
- 835. князь Карл Йозеф Антон фон Ауэршперг (1720—1800)
- 836. князь Алоис I фон Лихтенштейн (1759—1805)
- 837. князь Антон I Эстерхази (1738—1794)
- 838. князь Альберико XII Мария Джузеппе Массимо Барбьяно ди Бельджойозо[итал.] (1725—1813)
- 839. барон Иоганн Хуго II фон Хаген[нем.] (1707—1791)
- 840. граф Ойген Эрвин фон Шёнборн (1727—1801)
- 841. граф Франтишек Кристиан фон Штернберг (1732—1798)
- 842. граф Антал Карейи фон Надькарей[венг.] (1732—1791)
- 843. Джулио Помпео Литта Висконти Арезе (1727—1797), маркиз ди Гамболо
- 844. граф Фридрих Мориц фон Ностиц-Ренек (1728—1796), генерал-фельдмаршал
- 845. князь Франц де Паула Гундакер фон Коллоредо-Мансфельд (1731—1807)

## При Франце II
Франц II (Франц I, как император Австрии), 5-й австрийский великий магистр (1792—1835)

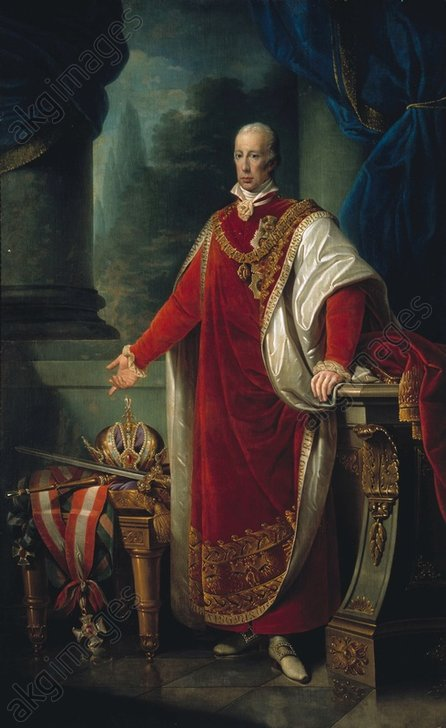
Джузеппе Томинц. Император Франц I Австрийский

### 1792—1800
1792
- 846. эрцгерцог Антон Виктор Австрийский (1779—1835), курфюрст Кельнский
- 847. эрцгерцог Иоганн Баптист Австрийский (1782—1859), генерал-фельдмаршал
- 848. Филипп-Габриель-Морис-Жозеф де Энен-Льетар д'Альзас (1736—1804), князь де Шиме
- 849. князь Август Йозеф фон Лобковиц (1729—1803)
- 850. граф Иоганн Йозеф фон Вильчек[нем.] (1738—1819)
- 851. граф Доминик Андреас фон Кауниц-Ритберг-Квестенберг[нем.] (1739—1812)
- 852. граф Джузеппе Мария Паллавичино (1756—1818)
- 853. граф Карл Клеменс Пеллегрини (1720—1796)
- 854. граф Франц Георг Карл фон Меттерних[нем.] (1746—1818)
- 855. граф Иоганн Филипп фон Кобенцль (1741—1810)

1793
- 856. эрцгерцог Фердинанд Австрийский (1793—1857), позднее император
- 857. герцог Людвиг Евгений Вюртембергский (1731—1795)

1796
- 858. Франсуа Себастьен Шарль Жозеф де Круа (1753—1798), граф де Клерфе, генерал-фельдмаршал
- 859. князь Карл Йозеф Антон Иоганн фон Ауэршперг-Траутсон (1750—1822)

1798
- 860. Марцио Мастрилли (1753—1833), маркиз ди Галло
- 861. граф Людвиг фон Кобенцль (1753—1809)
- 862. князь Карл Александр фон Турн унд Таксис (1770—1827)

### 1801—1810
1802
- 863. князь Людвиг фон Штаремберг[нем.] (1761—1833)

1803
- 864. князь Джузеппе Роспильози[итал.] (1755—1833), герцог ди Дзагароло
- 865. ландграф Иоахим Эрнст цу Фюрстенберг[нем.] (1749—1828)
- 866. граф Ференц Эстерхази де Галанта (1779—1831)

1805
- 867. эрцгерцог Райнер Иосиф Австрийский (1783—1853)
- 868. эрцгерцог Людвиг Австрийский (1784—1864)

1806
- 869. князь Иоганн I фон Лихтенштейн (1760—1836)

1808
- 870. эрцгерцог Фердинанд Карл Йозеф Австрийский-Эсте (1781—1850)
- 871. граф Карой Зичи (1753—1826)
- 872. князь Миклош II Эстерхази (1765—1833)
- 873. Иоганн Филипп фон Штадион (1763—1824), граф фон Вартхаузен
- 874. граф Рудольф Ян Брунтальский с Врбна[нем.] (1761—1823)
- 875. Шарль Эжен Лотарингский (1751—1825), принц де Ламбеск, герцог д'Эльбеф
- 876. князь Адам Казимир Чарторыйский (1734—1823)
- 877. князь Йозеф II фон Шварценберг (1769—1833)
- 878. граф Иоганн Рудольф Хотек фон Хотков[нем.] (1748—1824)
- 879. князь Проспер фон Зинцендорф (1751—1822)
- 880. граф Иоганн Эммануэль Йозеф фон Кевенхюллер-Меч[итал.] (1751—1847)
- 881. граф Йожеф Эрдёди (1754—1824)
- 882. граф Ференц Сеченьи (1754—1820)
- 883. граф Филипп Карл фон Эттинген-Валлерштейн (1759—1826)
- 884. князь Франц Сераф фон Орсини-Розенберг[нем.] (1761—1832)
- 885. граф Михаэль Франц фон Альтан (1760—1817)
- 886. граф Иштван Иллесхази[венг.] (1762—1838)

1809
- 887. князь Карл Филипп цу Шварценберг (1771—1820)
- 888. князь Франц Йозеф Максимилиан фон Лобковиц[нем.] (1772—1816)

1810
- 889. эрцгерцог Леопольд Иоганн Австрийский (1797—1870), позднее великий герцог Тосканы
- 890. граф Клеменс фон Меттерних (1773—1859)

### 1811—1820
1811
- 891. эрцгерцог Рудольф Австрийский (1788—1831), епископ Оломоуца, кардинал

1813
- 892. Максимилиан I (1756—1825), король Баварии

1814
- 893. Джордж Август Фредерик (1762—1830), принц Уэльский, позднее король Великобритании

1817
- 894. граф Алоис Угарте[чеш.] (1749—1817)
- 895. эрцгерцог Франц Карл Австрийский (1802—1878)
- 896. граф Генрих Йозеф Иоганн фон Беллегард (1760—1845), генерал-фельдмаршал
- 897. граф Йозеф фон Валлис[чеш.] (1767—1818)
- 898. граф Йозеф Карл Фердинанд фон Дитрихштейн (1763—1825)
- 899. граф Антон Юзеф Бжезе-Ланскоронский (1760—1830)
- 900. князь Ференц Йожеф Кохари[нем.] (1766—1826)

1819
- 901. принц Фридрих Август Саксонский (1797—1854), позднее король Саксонии

### 1821—1835
1822
- 902. Карл Феликс (1765—1831), король Сардинии

1823
- 903. граф Франц Йозеф фон Саурау[нем.] (1760—1832)
- 904. граф Генрих фон Вурмбранд-Штуппах (1762—1847)
- 905. граф Винцент Либштейнский из Коловрат[чеш.] (1750—1824)
- 906. принц Шарль-Ален-Габриель де Роган (1764—1836)
- 907. граф Иоганн Непомук Эрнст фон Харрах (1756—1829)
- 908. граф Иоганн Рудольф Чернин фон унд цу Худениц[нем.] (1757—1845)

1825
- 909. граф Джиберто VI ди Борромео-Арезе[итал.] (1751—1837)
- 910. Людвиг I (1786—1868), король Баварии

1826
- 911. принц Фридрих Франц Ксаверий Гогенцоллерн-Гехингенский (1757—1844), генерал-фельдмаршал

1830
- 912. эрцгерцог Альбрехт Австрийский (1817—1895), герцог Тешенский
- 913. эрцгерцог Стефан Франц Австрийский (1817—1867), палатин Венгрии
- 914. герцог Фридрих Фердинанд Ангальт-Кётенский (1769—1830)
- 915. князь Карл Томас Лёвенштейн-Вертгейм-Розенберг (1783—1849)
- 916. граф Франц Антон Либштейнский с Коловрат (1778—1861)
- 917. князь Рудольф фон Коллоредо-Мансфельд (1772—1843)
- 918. граф Петер фон Гоэсс (1774—1846)
- 919. князь Алонсо Габриэле ди Порчия (1761—1835)
- 920. Игнац Дьюлаи, граф фон Марош-Немет унд Надашка (1763—1831)
- 921. князь Пал III Антал Эстерхази де Галанта (1786—1866)
- 922. князь Алоис Гонзага фон Лихтенштейн[нем.] (1780—1833)
- 923. граф Луиджи Контарини (1766—1836)
- 924. князь Альфред цу Виндишгрец (1787—1862)

## При Фердинанде I
Фердинанд I, 6-й австрийский великий магистр (1835—1848)
1836

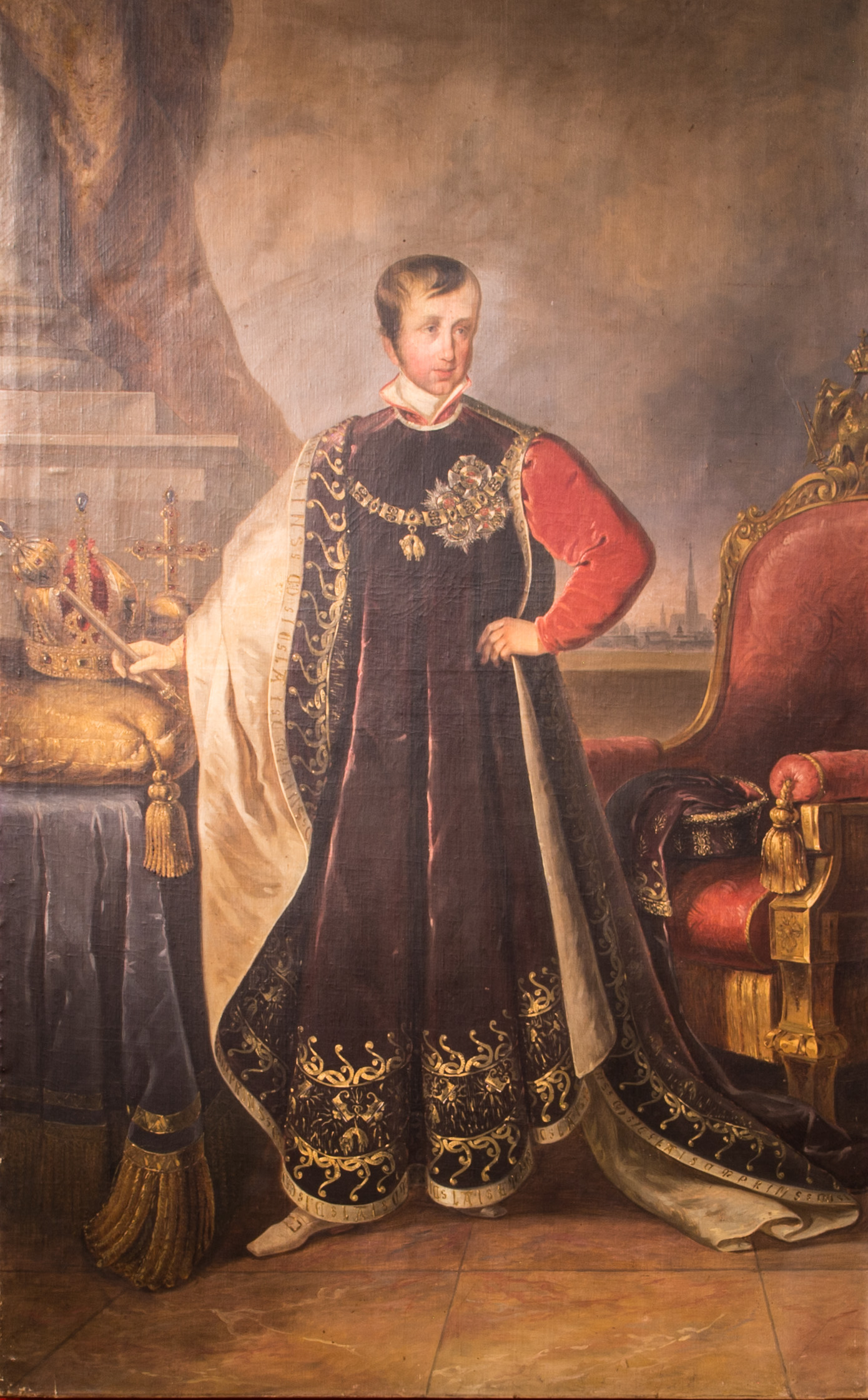
Император Фердинанд I

- 925. эрцгерцог Карл Фердинанд Австрийский (1818—1874)
- 926. эрцгерцог Франц Австрийский-Эсте (1819—1876), позднее герцог Модены и Реджо
- 927. граф Антонин Бедрич I Митровский[чеш.] (1770—1842)
- 928. граф Игнац цу Хардегг (1772—1848)
- 929. граф Антал Мозеш Цираки[венг.] (1772—1852)
- 930. граф Антал Аппоньи[нем.] (1782—1852)
- 931. князь Алоис II фон Лихтенштейн (1796—1858)
- 932. князь Фердинанд Йозеф фон Лобковиц[итал.] (1797—1868)
- 933. князь Иоганн Адольф II цу Шварценберг (1799—1888)
- 934. князь Карл Эгон III цу Фюрстенберг[нем.] (1796—1854)
- 935. князь Фридрих Крафт Генрих фон Эттинген-Валлерштейн (1793—1842)
- 936. граф Иоганн Эрнст Хойос-Шпринценштейн (1779—1849)
- 937. князь Мориц фон Дитрихштейн[нем.] (1775—1864)
- 938. граф Карл Хотек фон Хотков[нем.] (1783—1868)

1838
- 939. Карло Джузеппе Галларати Скотти (1775—1840), герцог ди Сан-Пьетро-ин-Галатина, князь ди Мольфетта
- 940. граф Джеронимо Контарини (1770—1843)
- 941. граф Фидель Пальфи[венг.] (1788—1864)
- 942. эрцгерцог Фридрих Фердинанд Леопольд Австрийский (1821—1847)

1841
- 943. эрцгерцог Леопольд Людвиг Австрийский (1823—1898)
- 944. князь Максимилиан Карл фон Турн унд Таксис (1802—1871)
- 945. принц Виктор Эммануил Савойский (1820—1878), позднее король Италии

1844
- 946. эрцгерцог Франц Иосиф Австрийский (1830—1916)
- 947. граф Сильвестро Дандоло[итал.] (1766—1847)
- 948. эрцгерцог Эрнст Карл Австрийский (1824–1899)
- 949. эрцгерцог Фердинанд Карл Австрийский-Эсте (1821—1849)

1847
- 950. граф Виталиано Борромео Арезе[итал.] (1792—1874)

## При Франце Иосифе I
Франц Иосиф I, 7-й австрийский великий магистр (1848—1916)

### 1849—1860
1849

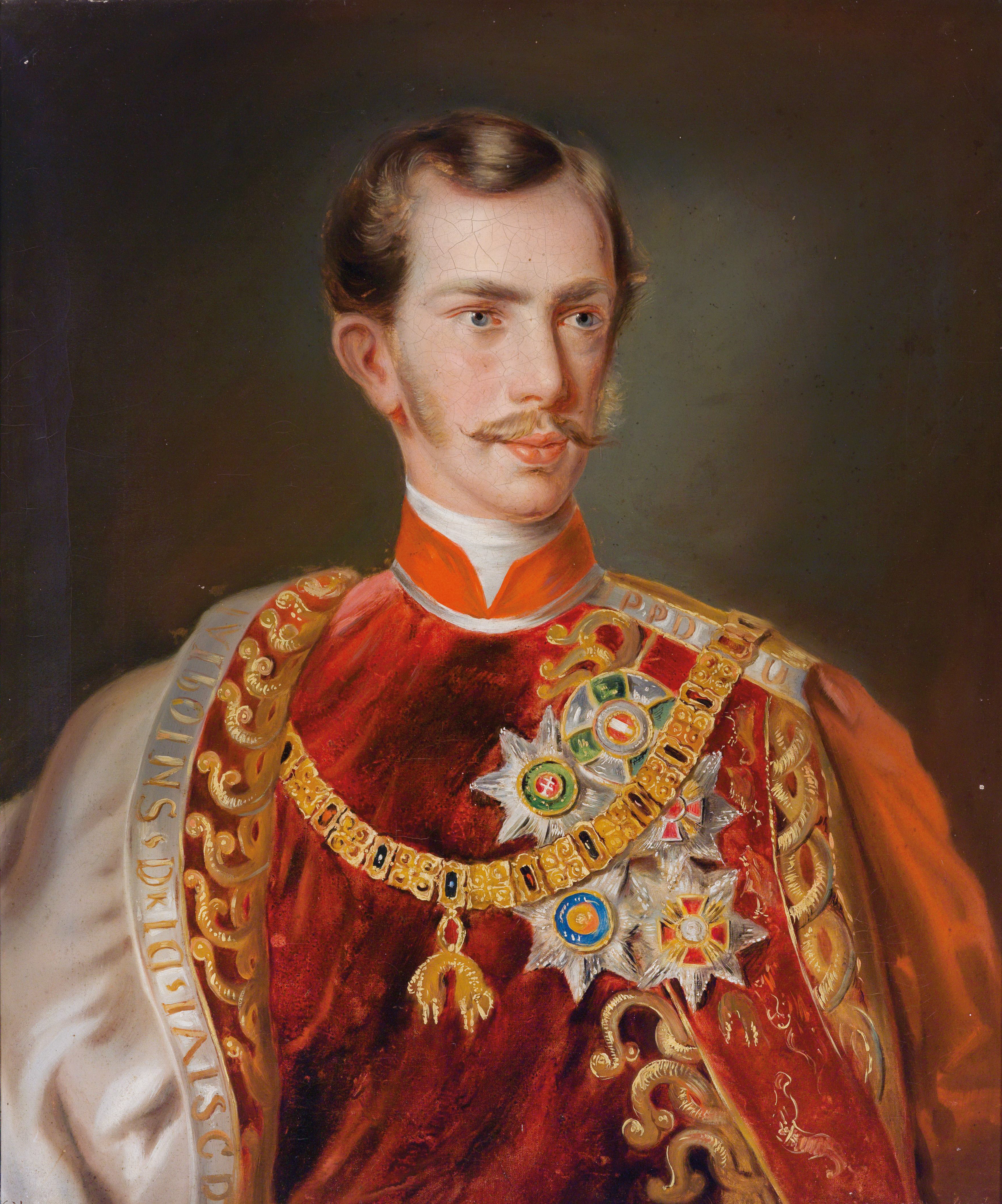
Император Франц Иосиф I в орденском облачении. Ок. 1855

- 951. граф Йозеф Радецкий (1766—1858), генерал-фельдмаршал
- 952. Максимилиан II (1811—1864), король Баварии
- 953. принц Луитпольд Баварский (1821—1912)

1850
- 954. принц Альберт Саксонский (1828—1902), позднее король Саксонии
- 955. Оттон I (1815—1867), король Греции

1852
- 956. эрцгерцог Фердинанд Максимилиан Иосиф Австрийский (1832—1867), позднее император Мексики
- 957. эрцгерцог Карл Людвиг Австрийский (1833—1896)
- 958. эрцгерцог Фердинанд Австрийский (1835—1908), позднее великий герцог Тосканы
- 959. эрцгерцог Иосиф Карл Австрийский (1833—1905)
- 960. эрцгерцог Сигизмунд Австрийский (1826—1891)
- 961. эрцгерцог Райнер Фердинанд Австрийский (1827—1913)
- 962. эрцгерцог Генрих Антон Австрийский (1826—1891)
- 963. принц Карл фон Лихтенштейн (1790—1865)
- 964. князь Гуго Карл Эдуард цу Зальм-Рейфершейдт-Райц[нем.] (1803—1888)
- 965. князь Карл Филипп Борромеус цу Шварценберг (1802—1858)
- 966. князь Филипп Баттьяни (1781—1870)
- 967. ландграф Фридрих Эгон фон Фюрстенберг (1744—1856)
- 968. барон Максимилиан фон Вимпфен (1770—1854), генерал-фельдмаршал
- 969. граф Карл Людвиг фон Фикельмон (1777—1857)
- 970. граф Евгений Вратислав фон Митровиц-Неттолицкий (1786—1867), генерал-фельдмаршал
- 971. граф Карл Бжезе-Ланскоронский (1799—1863)
- 972. князь Фердинанд Иоахим фон Траутмансдорф (1803—1859)
- 973. князь Карл Вильгельм фон Ауэршперг (1814—1890)

1853
- 974. Ференц Дьюлаи (1798—1868), граф фон Марош-Немет унд Надашка
- 975. Леопольд Саксен-Кобургский (1835—1909), позднее король Бельгии

1854
- 976. Максимилиан Баварский (1808—1888), герцог в Баварии
- 977. Людвиг Вильгельм Баварский (1831—1920), герцог в Баварии

1857
- 978. граф Джузеппе Аркинто (1783—1861)

1858
- 979. граф Лаваль Нугент фон Вестмет (1777—1862)
- 980. эрцгерцог Рудольф Австрийский (1858—1889), кронпринц Австрии

1859
- 981. принц Карл Теодор Максимилиан Август Баварский (1795—1875)

1860
- 982. князь Карл Антон фон Гогенцоллерн-Зигмаринген (1811—1885)

### 1861—1870
1862
- 983. эрцгерцог Людвиг Виктор Австрийский (1842—1910)
- 984. эрцгерцог Карл Сальватор Австрийский (1839—1892), принц Тосканский
- 985. принц Георг Саксонский (1832—1904), позднее король Саксонии
- 986. Карл Теодор Баварский (1839—1909), герцог в Баварии
- 987. князь Иоганн II фон Лихтенштейн (1840—1929)
- 988. принц Август Саксен-Кобург-Готский (1818—1881)
- 989. герцог Анжельбер-Огюст д'Аренберг (1824—1875)
- 990. князь Эдмунд Леопольд Фридрих фон Шварценберг (1803—1873), генерал-фельдмаршал
- 991. принц Максимилиан Антон фон Турн унд Таксис (1831—1867)
- 992. князь Миклош III Антал Эстерхази (1817—1894)
- 993. князь Карл фон Паар (1806—1881)
- 994. князь Антал Карой Пальфи (1793—1879)
- 995. граф Франц Серафикус фон Куфштейн[чеш.] (1794—1871)
- 996. Франц Эрнст цу Рорау (1799—1884), граф фон Харрах
- 997. граф Франц де Паула фон Гартиг (1789—1865)
- 998. граф Иоганн Баптист Коронини фон Кронберг (1794—1880)
- 999. граф Эдуард Клам-Галлас (1805—1891)

1864
- 1000. Людвиг II (1845—1886), король Баварии
- 1001. граф Иоганн Бернгард фон Рехберг унд Ротенлёвен (1806—1890)

1865
- 1002. герцог Филипп Вюртембергский (1838—1917)
- 1003. князь Карл Эгон III цу Фюрстенберг[нем.] (1820—1892)
- 1004. князь Генрих Эдуард фон Шёнбург-Хартенштейн[болг.] (1787—1872)
- 1005. князь Винценц фон Ауэршперг (1812—1867)
- 1006. князь Камиль де Роган (1800—1892)
- 1007. граф Ференц Серафин Надашди (1801—1883)
- 1008. граф Карл Людвиг фон Грюнне (1808—1884)
- 1009. граф Рудольф Аппоньи[нем.] (1812—1875)
- 1010. Альберто Кривелли (1816—1868), граф ди Оссоларо

1867
- 1011. князь Константин цу Гогенлоэ-Шиллингсфюрст (1828—1896)
- 1012. князь Максимилиан Эгон I цу Фюрстенберг (1822—1873)
- 1013. граф Имре Баттьяни (1781—1874)
- 1014. граф Антал Майят (1801—1873)
- 1015. граф Янош Цираки[венг.] (1818—1884)
- 1016. эрцгерцог Людвиг Сальватор Австрийский (1847—1915), принц Тосканский
- 1017. князь Карл цу Изенбург-Бирштейн[нем.] (1838—1899)
- 1018. принц Фридрих фон унд цу Лихтенштейн[нем.] (1807—1885)
- 1019. князь Альфред II цу Виндишгрец[нем.] (1819—1876)
- 1020. князь Рихард Клеменс фон Меттерних[нем.] (1829—1895)
- 1021. князь Гульельмо Альберто де Монтенуово (1821—1879)
- 1022. граф Арношт Антонин Франтишек де Паула фон Вальдштейн (1821—1904)
- 1023. граф Франц Фольо де Кренневиль[нем.] (1815—1888)

1868
- 1024. принц Людвиг Баварский (1845—1921), позднее король Баварии
- 1025. принц Леопольд Баварский (1846—1930)

1869
- 1026. принц Умберто Савойский (1844—1900), позднее король Италии
- 1027. принц Отто Баварский (1848—1916), позднее король Баварии
- 1028. эрцгерцог Иоганн Сальватор Австрийский (1852—1890)
- 1029. граф Франц фон Меран (1839—1891)
- 1030. ландграф Иоганн цу Фюрстенберг (1802—1879)
- 1031. граф Альфред Юзеф Потоцкий (1817—1889)
- 1032. граф Тассило Фестетич де Тольна[нем.] (1813—1883)
- 1033. граф Франц Халлер фон Халлеркеэ[нем.] (1796—1875)

### 1871—1880
1873
- 1034. эрцгерцог Фридрих Австрийский (1856—1936), герцог Тешенский
- 1035. принц Арнульф Баварский (1852—1907)
- 1036. князь Йозеф Франц Иеронимус фон Коллоредо-Мансфельд (1813—1895)
- 1037. князь Рихард фон Кевенхюллер (1813—1877)
- 1038. граф Эрвин фон Нейпперг (1813—1897)
- 1039. граф Иоганн Лариш фон Мённих[нем.] (1821—1884)
- 1040. князь Фердинанд Бонавентура Кинский фон Вшиниц унд Теттау (1834—1904)

1875
- 1041. Максимилиан Эмануэль Баварский (1849—1893), герцог в Баварии

1877
- 1042. граф Дьюла Андраши (1823—1890)

1878
- 1043. эрцгерцог Франц Фердинанд Австрийский-Эсте (1863—1914)
- 1044. эрцгерцог Леопольд Сальватор Австрийский (1863—1931)
- 1045. эрцгерцог Карл Стефан Австрийский (1860—1933)
- 1046. эрцгерцог Евгений Австрийский (1863—1954)
- 1047. граф Мориц Эстерхази де Галанта[нем.] (1807—1890)
- 1048. граф Иоганн Антон фон Гоэсс[нем.] (1816—1887)
- 1049. граф Рудольф Карл фон Врбна унд Фройденталь (1818—1883)
- 1050. граф Дьёрдь Майят (1818—1883)
- 1051. князь Эмерих фон Турн унд Таксис[чеш.] (1820—1900)
- 1052. князь Адольф фон Ауэршперг (1821—1885)
- 1053. граф Рихард Белькреди (1823—1902)
- 1054. герцог Рудольф фон Крой (1823—1902)
- 1055. граф Фердинанд фон Траутмансдорф-Вейнсберг (1825—1896)
- 1056. граф Алайош Каройи[нем.] (1825—1889)
- 1057. князь Александр фон Шёнбург-Хартенштейн[нем.] (1826—1896)
- 1058. граф Эдуард Тааффе (1833—1895)

### 1881—1890
1881
- 1059. эрцгерцог Отто Франц Австрийский (1865—1906)
- 1060. герцог Мигел Брагансский (1853—1927)
- 1061. принц Филипп Саксен-Кобург-Готский (1844—1921)
- 1062. граф Петар Пеячевич (1804—1887)
- 1063. князь Карл III цу Шварценберг (1824—1904)
- 1064. граф Гуго фон Абеншперг унд Траун (1828—1904)
- 1065. князь Мориц фон Лобковиц (1831—1903)
- 1066. граф Дьюла Сапари (1832—1905)
- 1067. князь Карл I фон Лёвенштейн-Вертгейм-Розенберг (1834—1921)

1884
- 1068. Кароль I (1839—1914), король Румынии
- 1069. эрцгерцог Фердинанд Карл Австрийский (1868—1915)
- 1070. эрцгерцог Леопольд Фердинанд Австрийский (1868—1935), принц Тосканский
- 1071. эрцгерцог Франц Сальватор Австрийский (1866—1939)
- 1072. Ласло Сёгеньи-Марич[нем.] (1841—1916)
- 1073. граф Леопольд фон Тун унд Гогенштейн (1811—1888)
- 1074. граф Яромир Чернин фон Худениц (1818—1908)
- 1075. князь Иоганн Карл фон Кевенхюллер[нем.] (1839—1905)
- 1076. князь Альфред III цу Виндишгрец (1851—1927)
- 1077. князь Максимилиан Мария фон Турн унд Таксис (1862—1885)

1887
- 1078. граф Антал Сечен фон Темерин (1819—1896)
- 1079. граф Артур Максимилиан фон Биландт-Рейдт (1821—1891)
- 1080. барон Пал Сенньи (1824—1888)
- 1081. принц Людвиг фон Виндишгрец (1830—1904)
- 1082. граф Густав Кальноки (1832—1898)
- 1083. граф Никола Пеячевич (1833—1890)

1889
- 1084. принц Фридрих Август Саксонский (1865—1932), позднее король Саксонии
- 1085. эрцгерцог Альбрехт Сальватор Австрийский (1871—1896)
- 1086. барон Людовик Йозика де Бренишка (1807—1891)
- 1087. граф Мориц Пальфи[венг.] (1812—1897)
- 1088. граф Иштван Эрдёди (1813—1896)
- 1089. Виктор цу Гогенлоэ-Шиллингсфюрст[нем.] (1818—1893), герцог Ратиборский
- 1090. граф Антон фон Волькенштейн-Тростбург (1832—1913)
- 1091. граф Эрнст Карл фон Хойос-Шпринценштейн[нем.] (1830—1903)
- 1092. князь Адольф Йозеф цу Шварценберг[чеш.] (1832—1914)
- 1093. граф Дьюла Каройи де Надькаройи[нем.] (1837—1890)
- 1094. князь Альберт фон Турн унд Таксис (1867—1952)

### 1891—1900
1891
- 1095. эрцгерцог Йозеф Фердинанд (1872—1942)
- 1096. эрцгерцог Йозеф Август (1872—1962)
- 1097. граф Леопольд Мориц фон Штернберг (1811—1899)
- 1098. князь Эдмунд фон Клари унд Альдринген (1813—1894)
- 1099. граф Рихард фон Клам-Мартиниц (1832—1891)
- 1100. граф Карой Куэн-Хедервари (1849—1918)

1892
- 1101. граф Имре Сеченьи (1825—1898)
- 1102. принц Эмиль Эгон фон Фюрстенберг (1825—1899)
- 1103. Леопольд фон Крой-Дюльмен (1827—1894)
- 1104. граф Франц фон Фалькенхайн[нем.] (1827—1898)
- 1105. граф Фердинанд Зичи (1829—1911)
- 1106. граф Филипп фон Грюнне (1833—1902)
- 1107. принц Рудольф фон Лихтенштейн (1838—1908)
- 1108. принц Рудольф Фердинанд фон Лобковиц (1840—1908)
- 1109. князь Карл Фридрих цу Эттинген-Валлерштейн (1840—1905)

1893
- 1110. герцог Альбрехт Вюртембергский (1865—1939)
- 1111. эрцгерцог Петер Фердинанд Австрийский (1874—1948)

1895
- 1112. эрцгерцог Ладислаус Филипп Австрийский[нем.] (1875—1895)

1896
- 1113. граф Аладар Андраши[венг.] (1827—1903)
- 1114. граф Ян Непомук Франтишек Харрах (1828—1909)
- 1115. князь Адам Станислав Сапега (1828—1903)
- 1116. князь Карл фон Паар (1834—1917)
- 1117. граф Цено Вельзер фон Вельзерсгеймб (1835—1921)
- 1118. князь  Пал Эстерхази де Галанта[нем.] (1843—1898)
- 1119. граф Франц Антон фон Тун-Гогенштейн (1847—1916)
- 1120. граф Тассило Фестетич фон Тольна (1850—1933)
- 1121. князь Хлодвиг цу Гогенлоэ-Шиллингсфюрст (1819—1901)
- 1122. граф Агенор Мария Голуховский (1849—1921)
- 1123. герцог Луи Филипп Роберт Орлеанский (1869—1926)

1897
- 1124. эрцгерцог Генрих Фердинанд Австрийский (1878—1969)

1898
- 1125. князь Евстахий Станислав Сангушко-Любартович (1842—1903)
- 1126. принц Иоганн Георг Саксонский (1869—1938)

1899
- 1127. Эммануэле Филиберто Савойский (1869—1931), герцог Аостский

1900
- 1128. принц Рупрехт Баварский (1869—1955)
- 1129. принц Георг Баварский (1880—1943)
- 1130. граф Вильгельм Семинский-Левицкий (1827—1901)
- 1131. князь Карл Фуггер фон Бабенхаузен (1861—1925)
- 1132. граф Шандор Каройи[венг.] (1831—1906)
- 1133. граф Эдуард фон Паар (1837—1919)
- 1134. граф Франтишек Дейм со Стржижа[чеш.] (1838—1903)
- 1135. граф Ласло Сегени-Марич[венг.] (1840—1916)
- 1136. граф Йозеф Освальд фон Тун-Гогенштейн[нем.] (1849—1913)
- 1137. граф Бела Цираки[венг.] (1852—1911)
- 1138. князь Альфред фон Монтенуово[нем.] (1845—1927)
- 1139. князь Карл Мария Александер фон Ауэршперг[нем.] (1859—1927)
- 1140. князь Миклош Антал Пальфи (1861—1955)
- 1141. князь Максимилиан Эгон II цу Фюрстенберг[нем.] (1863—1941)
- 1142. принц Роберт Вюртембергский (1873—1947)

### 1901—1910
1903
- 1143. Альфред фон Лихтенштейн (1842—1907)
- 1144. граф Дьюла Сеченьи (1829—1921)
- 1145. князь Георг Христиан Лобковиц (1835—1908)
- 1146. граф Кароль Лянцкоронский (1848—1933)
- 1147. маркиз Алессандро Паллавичини (1853—1933)
- 1148. граф Алоис фон Шёнбург-Хартенштейн[нем.] (1858—1944)
- 1149. князь Миклош IV Эстерхази де Галанта[нем.] (1869—1920)

1905
- 1150. эрцгерцог Карл (1887—1922), позднее император

1907
- 1151. князь Вильгельм фон Гогенцоллерн-Зигмаринген (1864—1927)
- 1152. принц Альберт Саксен-Кобургский (1874—1934), позднее король бельгийцев
- 1153. принц Элия Бурбон-Пармский (1880—1959)
- 1154. принц Конрад Баварский (1883—1969)
- 1155. граф Альбин Цаки (1841—1912)
- 1156. граф Александр Аппоньи (1844—1925)
- 1157. князь Карл Трауттмансдорф (1845—1921)
- 1158. князь Франц Йозеф фон Ауэршперг (1856—1938)
- 1159. князь Карл Кинский фон Вшиниц[англ.] (1858—1919)
- 1160. граф Хуго фон Менсдорф-Пуйи[чеш.] (1858—1920), князь фон Дитрихштейн
- 1161. князь Карл IV цу Шварценберг (1859—1913)
- 1162. граф Анджей Казимир Потоцкий (1861—1927)
- 1163. князь Эрнст Рюдигер фон Штаремберг[нем.] (1861—1927)
- 1164. князь Иоханнес цу Гогенлоэ-Бартенштейн[нем.] (1863—1921)
- 1165. граф Иоганн Стефан фон Меран[фр.] (1867—1947)

1908
- 1166. князь Эрнст фон Виндишгрец (1827—1918)
- 1167. граф Ладислаус Пеячевич (1828—1916)
- 1168. князь Алайош Эстерхази де Галанта[венг.] (1844—1912)
- 1169. граф Рудольф фон Кевенхюллер-Меч (1844—1910)
- 1170. герцог Ален де Роган[фр.] (1853—1914)
- 1171. граф Роман Потоцкий (1851—1915)
- 1172. граф Николаус Сечен фон Темерин (1857—1926)
- 1173. князь Фердинанд Зденко Лобковиц (1858—1938)

1909
- 1174. кронпринц Фердинанд Румынский (1865—1927)

1910
- 1175. эрцгерцог Карл Альбрехт Австрийский (1888—1951)

### 1911—1916
1911
- 1176. Фердинанд I (1861—1948), царь Болгарии
- 1177. князь Алоиз Лихтенштейнский (1869—1955)
- 1178. граф Рудольф Монтекукколи дельи Эрри (1843—1922)
- 1179. граф Леопольд фон Гуденус[нем.] (1843—1913)
- 1180. граф Антал Цираки (1850—1930)
- 1181. граф Ойген Яромир Франц фон Чернин-Худениц[нем.] (1851—1925)
- 1182. Карл де Лонгваль[чеш.]  (1854—1911), граф фон Бюкуа

1912
- 1183. граф Леопольд фон Берхтольд (1863—1942)

1913
- 1184. принц Фердинанд фон Лобковиц[нем.] (1850—1938)

1914
- 1185. принц Георг Саксонский (1893—1943)

1915
- 1186. эрцгерцог Максимилиан Евгений Австрийский (1895—1952)
- 1187. эрцгерцог Франц Карл Австрийский (1893—1918)
- 1188. эрцгерцог Хуберт Сальватор Австрийский (1894—1971)
- 1189. эрцгерцог Лео Карл Австрийский (1893—1939)
- 1190. эрцгерцог Вильгельм Франц Габсбург-Лотарингский (1895—1954)
- 1191. эрцгерцог Йозеф Франц Австрийский (1895—1948)
- 1192. граф Август Зичи (1852—1925)
- 1193. князь Иоганн II цу Шварценберг (1860—1938)
- 1194. граф Фердинанд Кинский фон Вшиниц (1886—1916)

1916
- 1195. эрцгерцог Альбрехт Франц Австрийский (1897—1955)
- 1196. эрцгерцог Райнер Австрийский (1895—1930)
- 1197. эрцгерцог Леопольд Австрийский (1897—1958)

## При Карле I
Карл I, 8-й австрийский великий магистр (1916—1922)
1916

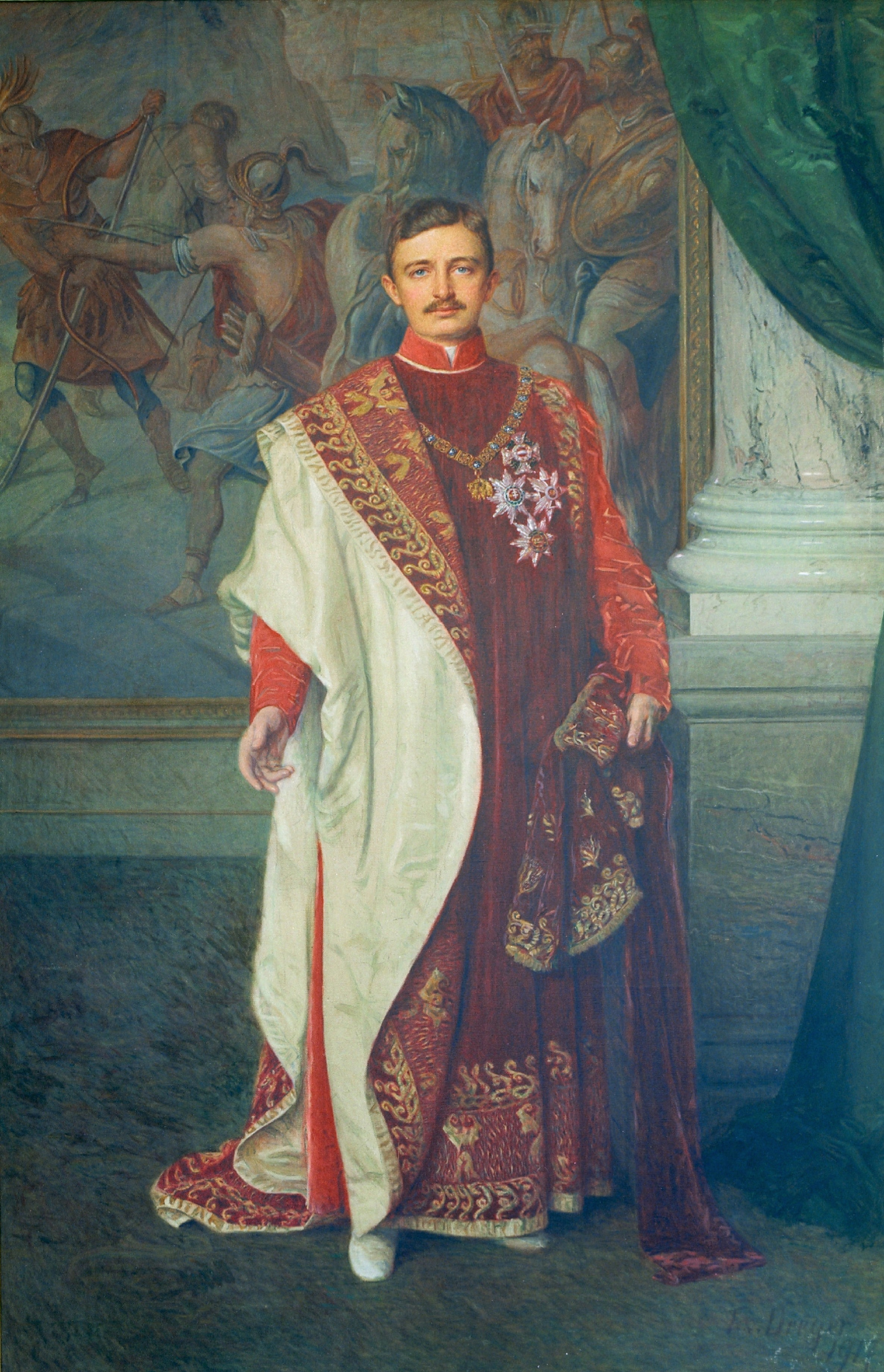
Император Карл I в орденском облачении. Том фон Дрегер. 1916

- 1198. эрцгерцог Отто фон Габсбург (1912—2011)
- 1199. граф Аурел Дешевфи фон Чернек-Таркё (1846—1928)
- 1200. барон Самуэль Йошика[англ.] (1848—1923)
- 1201. граф Дьюла Андраши (1860—1920)
- 1202. князь Ласло Баттьяни-Штраттман[нем.] (1870—1931)

1917
- 1203. герцог Филипп Альбрехт Вюртембергский (1893—1975)
- 1204. Франц I (1853—1938), князь Лихтенштейна
- 1205. граф Иоганн Непомук Вильчек (1837—1922)
- 1206. князь Конрад цу Гогенлоэ-Шиллингсфюрст (1863—1918)
- 1207. граф Фридрих Карл фон Шёнборн-Буххайм (1869—1932)
- 1208. принц Готтфрид цу Гогенлоэ-Шиллингсфюрст (1867—1932)
- 1209. граф Оттокар Чернин (1872—1932)

1918
- 1210. граф Миклош Мориц Эстерхази де Галанта (1855—1925)
- 1211. принц Зденко Лобковиц[нем.] (1858—1933)
- 1212. граф Генрих Карл Клам-Мартиниц (1863—1932)
- 1213. граф Карл Куфштейн (1838—1925)
- 1214. граф Йожеф Хуньяди (1873—1942)
- 1215. Иштван Буриан (1852—1922), граф фон Райец

После 1918 года австрийский орден Золотого руна, утративший статус государственного, является династическим орденом дома Габсбургов
1919
- 1216. граф Георг Валлис (1856—1928)
- 1217. граф Николаус Ревертера-Саландра[нем.] (1866—1951)

1920
- 1218. принц Иоханнес фон Шёнбург-Хартенштейн (1864—1937)
- 1219. принц Карл Эмиль цу Фюрстенберг (1867—1945)

1921
- 1220. принц Иоханнес фон Лихтенштейн (1873—1959)
- 1221. граф Альберт Аппоньи (1846—1933)
- 1222. граф Шандор Эстерхази де Галанта (1868—1925)

## При Отто фон Габсбурге
Отто фон Габсбург, 9-й австрийский великий магистр (1922—2000)

### 1932—1950
1932
- 1223. эрцгерцог Роберт Австрийский-Эсте (1915—1996)
- 1224. эрцгерцог Готфрид Австрийский (1902—1984)
- 1225. герцог Максимилиан фон Гогенберг (1902—1962)
- 1226. барон Эрвин фон Гуденус (1869—1953)
- 1227. граф Генрих фон Дегенфельд-Шонбург (1890—1978)
- 1228. граф Йожеф Каройи (1884—1934)
- 1229. граф Йожеф Цираки (1883—1960)

1934
- 1230. эрцгерцог Георг Австрийский (1905—1952)
- 1231. граф Янош Зичи (1868—1944)

1945
- 1232. эрцгерцог Феликс Австрийский (1916—2011)
- 1233. эрцгерцог Карл Людвиг Австрийский (1918—2007)
- 1234. эрцгерцог Рудольф Австрийский (1919—2010)
- 1235. князь Эрнст фон Гогенберг (1904—1954)
- 1236. граф Антал Шиграи (1879—1947)

1946
- 1237. маркиз Джорджо Паллавичини (1881—1946)
- 1238. граф Леопольд Кюнигль (1880—1965)

1948
- 1239. герцог Дуарти Нуну де Браганса (1907—1976)
- 1240. Франц Иосиф II (1906—1989), князь Лихтенштейна
- 1241. эрцгерцог Теодор Сальватор Австрийский (1899—1978)
- 1242. граф Фердинанд фон Коллоредо-Мансфельд (1878—1967)

1949
- 1243. барон Франц фон дер Форст-Гуденау-Мирбах (1878—1952)

1950
- 1244. принц Фридрих Кристиан Саксонский (1893—1968)
- 1245. принц Фридрих Гогенцоллерн-Зигмаринген (1891—1965)
- 1246. граф Георг фон Вальдбург-Цейль-Хоэнемс (1878—1955)
- 1247. граф Бернхард цу Штольберг-Штольберг (1881—1952)
- 1248. маркиз Альфонсо Паллавичини (1883—1958)
- 1249. граф Рудольф фон дер Штратен-Понтоз (1877—1961)

### 1951—1960
1951
- 1250. эрцгерцог Фердинанд Австрийский[фр.] (1918—2004)
- 1251. принц Генрих Карл фон Лихтенштейн (1916—1991)
- 1252. князь Йозеф III цу Шварценберг (1900—1979)
- 1253. князь Эрих фон Вальдбург-Цейль[нем.] (1899—1953)
- 1254. Жозе де Салданья да Гама (1893—1958)
- 1255. барон Габор Апор де Ал-Торья (1889—1969)

1953
- 1256. принц Альбрехт Баварский (1905—1996)
- 1257. князь Ласло Баттьяни-Штраттман (1904—1966)
- 1258. князь Эдуард фон Ауэршперг (1863—1956)
- 1259. граф Карл фон Траутмансдорф-Вейнсберг (1897—1970)
- 1260. граф Карл Чернин (1886—1978)
- 1261. граф Янош Эстерхази де Галанта (1900—1967)
- 1262. граф Филипп фон Гуденус (1905—1990)

1954
- 1263. принц Эжен II де Линь (1893—1960)
- 1264. граф Франц Йозеф Форни (1904—1992)
- 1265. виконт Шарль Терлинден[фр.] (1878—1972)

1955
- 1266. эрцгерцог Генрих Карл Мария фон Габсбург (1925—1914)
- 1267. граф Дитрих фон Лимбург-Штирум (1904—1968)
- 1268. граф Гастон Кристен де Рибокур (1882—1961)

1957
- 1269. граф Рудольф Хойос-Шпринценштейн[нем.] (1884—1972)
- 1270. граф Петер Ревертера-Саландра[нем.]  (1893—1966)
- 1271. граф Франц Филипп фон Меран[фр.] (1891—1983)

1958
- 1272. эрцгерцог Фридрих Сальватор фон Габсбург (1927—1999)
- 1273. эрцгерцог Франц Сальватор фон Габсбург (1927—2012)

1960
- 1274. эрцгерцог Иосиф Арпад Австрийский (1933—2017)
- 1275. принц Франц Баварский (р. 1933)
- 1276. принц Людвиг Баварский (1913—2008)
- 1277. князь Карл II фон Лёвенштейн-Вертхейм-Розенберг (1904—1990)
- 1278. князь Карл VI цу Шварценберг (1911—1986)
- 1279. граф Иоганн Антон фон Гоэсс (1892—1970)
- 1280. граф Бела Хадик де Футак (1905—1971)
- 1281. граф Иоганн Лариш фон Мённих (1917—1997)

### 1961—1980
1961
- 1282. эрцгерцог Карл Габсбург-Лотарингский (р. 1961)

1962
- 1283. эрцгерцог Антон Австрийский (1901—1896)
- 1284. принц Энгельберт Эрнст Ойген фон Крой (1891—1974)
- 1285. Франц Антон фон Тун унд Гогенштейн (1890—1973)
- 1286. граф Амеде д'Андинье (1900—1993)
- 1287. принц Альберт Саксен-Кобург-Готский (р. 1934), позднее король бельгийцев

1972
- 1288. Жан Нассауский (1921—2019), великий герцог Люксембурга
- 1289. Анджело де Мохана ди Колонья (1905—1988), великий магистр Мальтийского ордена
- 1290. эрцгерцог Андреас Сальватор фон Габсбург (р. 1936)
- 1291. князь Карл Август Турн-и-Таксис (1898—1982)
- 1292. Амори де Мерод[нем.] (1902—1980)
- 1293. принц Антуан Мари де Линь (1925—2005)
- 1294. виконт Раймон де Шабо-Трамекур (1924—2912)

1973
- 1295. эрцгерцог Клеменс Сальватор Австрийский (1904—1974)
- 1296. принц Альбрехт фон Гогенберг (р. 1931)

1974
- 1297. князь Иоахим Эгон цу Фюрстенберг[нем.] (1923—2002)

1975
- 1298. герцог Карл Вюртембергский (р. 1936)
- 1299. принц Рассо Баварский (1928—2011)
- 1300. князь Ален де Роган (1893—1976)

1976
- 1301. князь Эдуард Карл фон Ауэршперг-Траутсон (1917—2002)

1977
- 1302. эрцгерцог Лоренц Австрийский-Эсте (р. 1955)
- 1303. принц Винценц Лихтенштейн[нем.] (1950—2008)
- 1304. Эрнст фон Тун унд Гогенштейн (1905—1985)

1978
- 1305. принц Мария Эммануил Саксонский (1926—2012)
- 1306. принц Николаус Лобковиц[нем.] (1931—2019)
- 1307 Ханс Хойос-Шпринценштейн[нем.] (1923—2010)

1980
- 1308. эрцгерцог Михаэль Коломан фон Габсбург (р. 1942)
- 1309. эрцгерцог Михаэль Сальватор фон Габсбург (р. 1949)
- 1310. князь Георг фон Вальдбург цу Цейль[нем.] (1928—2015)

### 1981—2000
1981
- 1311. Ханс-Адам II (р. 1945), князь Лихтенштейна
- 1312. принц Клеменс фон Альтенбург (р. 1932)

1982
- 1313. герцог Дуарти Пиу де Браганса (р. 1945)

1983
- 1314. граф Йозеф Хуберт фон Нейперг[нидерл.] (р. 1918)

1985
- 1315. герцог Георг фон Гогенберг (1929—2019)
- 1316. граф Шарль Эмиль д'Утремон (1915—1993)

1987
- 1317. эрцгерцог Георг фон Габсбург (р. 1964)

1988
- 1318. граф Георг фон Ностиц-Рейнек (1904—1992)

1991
- 1319. эрцгерцог Карл Христиан Габсбург (р. 1954)
- 1320. Карел Шварценберг (р. 1937), герцог Крумловский

1992
- 1321. эрцгерцог Йозеф фон Габсбург (р. 1960)

1993
- 1322. Эндрю Берти (1929—2008), великий магистр Мальтийского ордена
- 1323. граф Якоб цу Эльц[нем.] (1921—2006)

1994
- 1324. князь Максимилиан фон Кевенхюллер-Меч (1919—2010)

1996
- 1325. князь Алоис Константин цу Лёвенштейн-Вертхейм-Розенберг) (р. 1941)
- 1326. граф Франц Чернин (1927—2002)
- 1327. граф Готфрид фон Дегенфельд-Шёнбург (1925—2005)

2000
- 1328. князь Генрих фон Орсини-Розенберг (1925—2011)
- 1329. князь Мариано Хуго цу Виндишгрец[англ.] (р. 1955)
- 1330. Оливье д'Ормессон[фр.] (1918—2012)
- 1331. барон Иоганн Фридрих фон Золемахер-Антвейлер (р. 1945)
- 1332. барон Никола Адамович де Чепин (1936—2017)

## При Карле фон Габсбурге
Карл фон Габсбург, 10-й австрийский великий магистр (с 30.11.2000)
2001
- 1333. герцог Фридрих Вюртембергский (1961—2018)
- 1334. Георг Адам Штаремберг (р. 1961)
- 1335. барон Бернар Герье де Дюма[фр.] (1932—2019)

2002
- 1336. князь Александр фон Шёнбург-Хартенштейн (1930—2018)
- 1337. Кубрат Саксен-Кобург[болг.] (р. 1965), князь Панагориште

2004
- 1338. Фридрих Майр-Мельнхоф[нем.] (1924—2020)

2006
- 1339. Анри фон Нассау (р. 1955), великий герцог Люксембурга

2008
- принц Филипп Саксен-Кобург-Готский (р. 1960), позднее король бельгийцев

2011
- принц Мишель де Линь[фр.] (р. 1951)
- принц Шарль-Луи де Мерод[нем.] (р. 1949)
- эрцгерцог Фердинанд Звонимир Габсбург-Лотарингский (р. 1997)
- принц Михаэль фон Лихтенштейн (р. 1951)
- Мэтью Фестинг (1949—2021), великий магистр Мальтийского ордена
- Максимилиан Турнауэр (1930—2020)
- Петер Зейлерн-Аспанг (р. 1951)
- Александр Саксонский (р. 1954)
- эрцгерцог Доминик фон Габсбург[англ.] (р. 1937)
- Просперо Колонна ди Пальяно (р. 1956), князь ди Авелла
- принц Николаус Лихтенштейнский (р. 1947)
- Дьёрдь Каройи[венг.] (р. 1946)
- барон Виктор фон Байю (р. 1931)

2013
- Фердинанд Трауттмансдорф (р. 1950)

2016
- эрцгерцог Эдуард фон Габсбург (р. 1967)
- принц Эмануэль цу Зальм-Зальм[нем.] (р. 1961)
- граф Иоханнес Трапп фон Мач (р. 1946)

2018
- эрцгерцог Максимилиан Генрих Фердинанд Австрийский (р. 1961)

2019
- Асфа-Воссен Ассерате[англ.] (р. 1948)
- герцог Николас фон Гогенберг (р. 1961)

2020
- принц Франц Иосиф фон Ауэршперг-Траутсон (р. 1954)

2021
- эрцгерцог Иосиф Альбрехт Австрийский (р. 1994)
- Северин Мейстер (р. 1981)

2022
- наследный принц Алоиз Лихтенштейнский (р. 1968)
- граф Родольф Лооз-Корсварем (р. 1944)
- Жольт Шемьен (р. 1962)